# Mont Sulphur
Le mont Sulphur est une montagne des Rocheuses canadiennes, située dans le Parc National Banff au Canada.
La montagne fut nommée en 1916 après les sources chaudes trouvées à son pied, qui ont maintenant été transformées en piscines. George Mercer Dawson avait appelé cette montagne Terrace Mountain sur sa carte de la région en 1886.

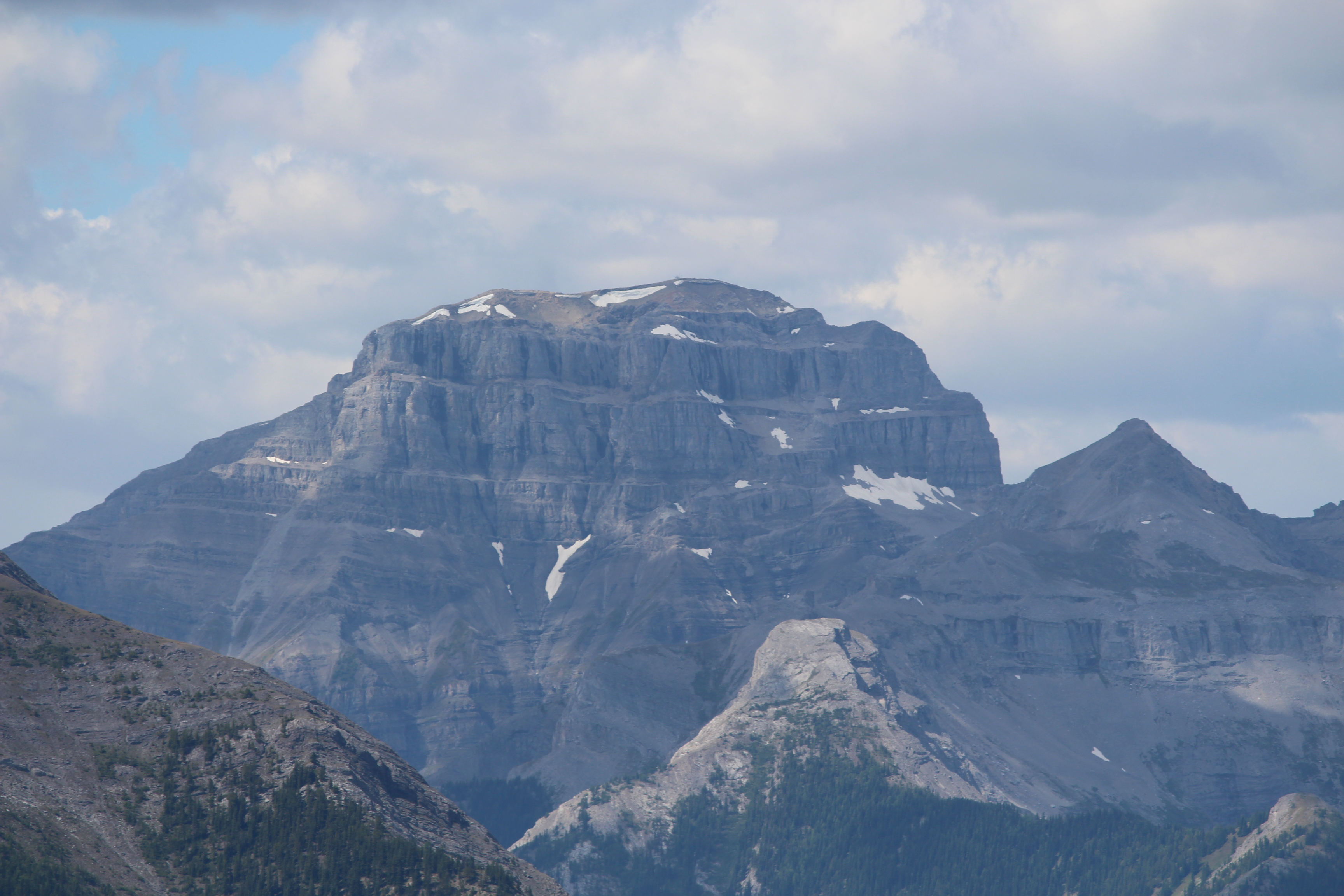
Le mont Bourgeau vu depuis le mont Sulphur.
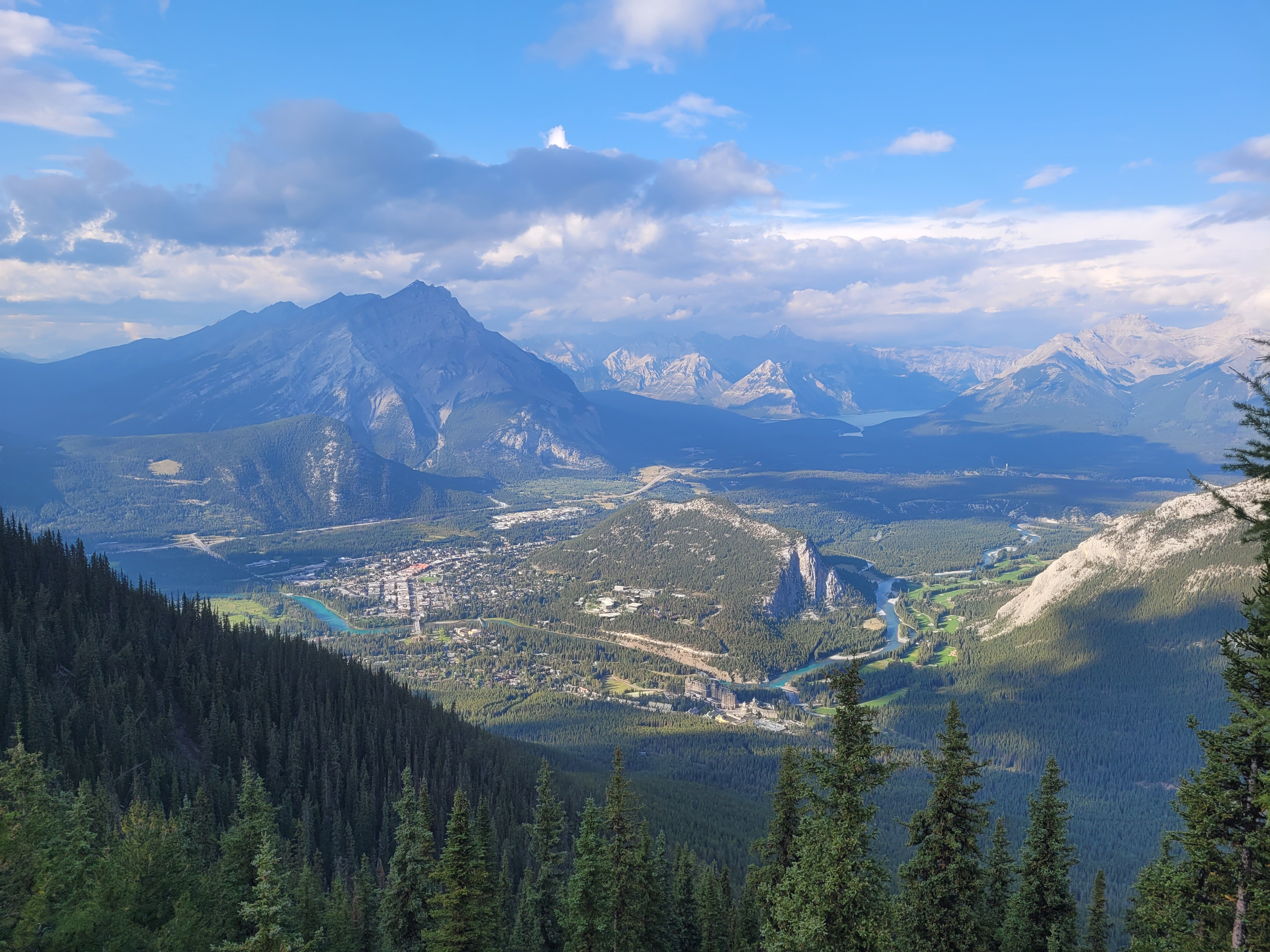
Vue de la ville de Banff à partir de Sulphur mountain (2021).